# Сражение при Буркерсдорфе (1866)
Сражение при Буркерсдорфе (нем. Schlacht bei Burkersdorf) произошло 28 июня 1866 года во время австро-прусской войны. В нем участвовал X австрийский корпус против прусского гвардейского корпуса. Сражение закончилось победой пруссаков.

## Ход сражения
После того, как Габленц отбил I корпус Бонина у Траутенау в единственной победе австрийцев над пруссаками, положение Габленца стало опасным из-за поражения австрийцев при Находе и наступления прусского гвардейского корпуса на Эйпель (Упице), и ему было приказано отступить к Праусницу (Бруснице) и блокировать наступление прусской гвардии. 
В 9:00 прусские гусары обнаружили, что X корпус покидает лагерь с высот возле Траутенау, и командующий прусской гвардией приказал наступать в направлении Дойч-Праусниц, к югу от Траутенау. Между тем, получив приказ о походе в 7 часов утра, Габленц потерял время, отдавая приказ об отступлении, и решил послать свою бригаду Гривича к Радецу, чтобы ударить во фланг прусской гвардии. 
В 8:00 у Буркерсдорфа (Стржитеж) марширующие колонны Габленца столкнулись со 2-й бригадой прусской гвардии. Габленц развернул свои бригады Кнебеля и Монделя оборонительным полукругом. Австрийская 64-пушечная главная батарея смогла сдержать пруссаков в течение часа, но в 9:30 они прорвались к Буркерсдорфу (Стржитеж). Получив возможность перебросить большую часть своего корпуса на запад, к Пильникау (Пильникову), Галбенц оставил полк из бригады Кнебеля в качестве арьергарда, чтобы задержать пруссаков у Буркерсдорфа. К 10:00 город был взят прусской гвардией только после тяжелых боев, стоивших им 500 человек. Затем австрийский арьергард присоединился к отступлению основных сил Габленца.
В это же время, получив приказ Габленца идти на Радец и не зная об исходе боя у Буркерсдорфа, полковник Гривичич ночью достиг города Рудерсдорф (Рубиновице), где он оказался между 1-м и 2-м прусскими гвардейцами корпусами. У Рудерсдорфа Гривичич столкнулся с прусским батальоном, выделенным для фланговой защиты. Предполагая, что перед ним стоит целая дивизия, Гривичич занял оборонительную позицию против прусского батальона. К 13:00, поняв свою ошибку, Гривичич возобновил осторожное наступление на прусскую линию, которая была усилена вторым батальоном, а затем 4-й гвардейской бригадой. Не сумев продвинуться вперед и обстреливаемый пруссаками, вооружёнными игольчатым ружьём Дрейзе, Гривичич остановил наступление, а затем отступил к городу, за который затем вел бой за дом. Когда появились три новых батальона прусской гвардии, они охватили его правый фланг, заставив бригаду рухнуть и рассеяться. 
Всего бригада Гривичича потеряла 2512 человек и была фактически уничтожена.